# Dorymyrmex bituber
Dorymyrmex bituber é uma espécie de formiga do gênero Dorymyrmex.